# Kyle Swann
Kyle Swann (Califórnia, 6 de abril de 1990) é um ator norte-americano que interpreta "Billy Loomer" na série Ned's. [carece de fontes?]